# Esrom
Esrom je ime autohtonog, blijedo žutog i polutvrdog danskog sira od kravljeg mlijeka koji se isprva proizvodio u samostanu Esromu od kravljeg mlijeka na Zelandu do 1559. godine. Čak i danas, sir se tamo proizvodi po tradicionalnom receptu ovoga samostana.